# 광주광역시 부시장
광주광역시 부시장(光州廣域市 副市長)은 광주광역시장을 보좌하여 광주광역시청의 업무를 관장하는 고위공무원이다.
행정부시장, 경제부시장 등 2명의 부시장을 두며, 행정부시장은 국가직 가급 상당의 고위공무원으로, 경제부시장은 지방관리관으로 보한다.
광주광역시장의 사고시 행정부시장, 경제부시장의 순으로 그 직무를 대행한다.

## 현임 부시장
- 행정부시장: 고광완
- 문화경제부시장: 김영문

## 역대 부시장

### 광주부 부부윤
- 사오 지로(狹尾次郞), 1945년 8월 16일 ~ 1945년 10월 2일, 조선총독부 광주부 부이사관, 임시대리
- 직무대리, 브런치, 1945년 10월 2일 ~ ~ 1946년 1월 23일, 현역 미육군 중위
- 박난순(朴蘭淳) 1947년 6월 7일[3] ~ 1950년 2월 24일, 순천부부윤으로 전출

### 광주시 부시장
- 이복량(李福亮) 1950년 2월 24일 ~ 1950년 5월 11일
- 김보균 (金寶均) 1950년 5월 12일 ~ 1954년 3월 19일
- 정해규 (鄭海圭)  ~ 1957년 5월 12일
- 김남권(金南權) 1960년 ~
- 정봉채(鄭鳳釆)  ~ 1962년
- 이OO  ~ 1965년
- 김수남(金壽男) 1965년 ~ 1966년 2월 6일, 목포시장 전출
- 김세장(金世章) 1966년 ~ 1967년 1월 5일, 사직
- 김기회(金基會) ~ 1970년 3월 5일
- 황인길(黃仁吉) ~ 1971년 8월 20일, 진도군수 전출
- 이용기(李容基) ~ 1974년 1월 14일
- 김정동(金正東) 1974년 1월 15일 ~
- 최정학(崔正鶴) 1975년 4월 8일 ~ 1975년 11월 20일, 여수시장 전출
- 이종호(李鍾壕) 1975년 12월 27일 ~ 1976년 8월 31일
- 윤지혁(尹知爀) 1976년 9월 1일 ~
- 정규하(丁圭夏) ~ 1979년 10월 1일, 재직중 사망
- 직무대리, 송영득, 1979년 10월 2일 ~ , 기획관리실장으로 직무대리
- 정채구(丁採夠) 1981년
- 임두일(林斗日) 1983년 4월 11일 ~
- 백주원(白柱元) 1986년 3월 8일 ~ 1986년 10월 24일
- 유경호(柳景鎬) 1986년 10월 25일 ~ 1986년 10월 31일

### 광주직할시 부시장
| 대수     | 이름           | 임기                               | 비고                |
| -------- | -------------- | ---------------------------------- | ------------------- |
| 1대      | 유경호(柳景鎬) | 1986년 11월 1일 ~ 1988년 5월 31일  | 직할시 승격 후 유임 |
| 2대      | 강영기(姜英奇) | 1988년 6월 1일 ~ 1989년 12월 27일  |                     |
| 3대      | 안주섭(安周燮) | 1989년 12월 28일 ~ 1993년 3월 14일 |                     |
| 직무대리 | 나무석(羅武碩) | 1993년 3월 15일 ~ 1993년 4월 11일  |                     |
| 4대      | 나무석(羅武碩) | 1993년 4월 12일 ~ 1994년 8월 31일  |                     |
| 5대      | 이만의(李萬儀) | 1994년 9월 1일 ~ 1994년 12월 31일  |                     |

### 광주광역시 부시장
| 대수 | 이름           | 임기                             | 비고 |
| ---- | -------------- | -------------------------------- | ---- |
| 6대  | 정영식(鄭榮植) | 1995년 1월 1일 ~ 1995년 6월 30일 |      |

### 광주광역시 행정부시장
| 대수     | 이름           | 임기                               | 비고 |
| -------- | -------------- | ---------------------------------- | ---- |
| 1대      | 정영식(鄭榮植) | 1995년 7월 1일 ~ 1995년 12월 1일   |      |
| 직무대리 | 송재구(宋載久) | 1995년 12월 1일 ~ 1995년 12월 31일 |      |
| 2대      | 송재구(宋載久) | 1996년 1월 1일 ~ 1998년 3월 19일   |      |
| 직무대리 | 김완기(金完基) | 1998년 3월 20일 ~ 1998년 5월 7일   |      |
| 직무대리 | 유수택(柳秀澤) | 1998년 5월 8일 ~ 1998년 6월 2일    |      |
| 3대      | 유수택(柳秀澤) | 1998년 6월 3일 ~ 1999년 8월 2일    |      |
| 4대      | 김완기(金完基) | 1999년 8월 3일 ~ 2001년 12월 28일  |      |
| 5대      | 심재민(沈在敏) | 2001년 12월 29일 ~ 2004년 9월 30일 |      |
| 직무대리 | 정남준(鄭男埈) | 2004년 10월 1일 ~ 2005년 9월 21일  |      |
| 6대      | 정남준(鄭男埈) | 2005년 9월 22일 ~ 2006년 8월 31일  |      |
| 7대      | 임우진(林宇鎭) | 2006년 9월 1일 ~ 2008년 3월 12일   |      |
| 8대      | 최종만(崔鐘晩) | 2008년 3월 13일 ~ 2010년 3월 8일   |      |
| 9대      | 송귀근(宋貴根) | 2010년 3월 9일 ~ 2011년 10월 14일  |      |
| 10대     | 이병록(李炳祿) | 2011년 10월 15일 ~ 2013년 4월 23일 |      |
| 11대     | 오형국(吳炯國) | 2013년 4월 24일 ~ 2015년 4월 27일  |      |
| 12대     | 문인           | 2015년 4월 28일 ~ 2016년 10월 3일  |      |
| 13대     | 박병호         | 2016년 10월 4일 ~ 2018년 2월 18일  |      |
| 14대     | 정종제         | 2018년 2월 19일 ~ 2020년 2월 22일  |      |
| 15대     | 김종효(金鍾曉) | 2020년 2월 24일 ~ 2022년 2월 24일  |      |
| 16대     | 문영훈(文永訓) | 2022년 2월 25일 ~ 2023년 12월 29일 |      |
| 17대     | 고광완         | 2024년 1월 2일 ~                   |      |

### 광주광역시 정무부시장
| 대수     | 이름           | 임기                              | 비고 |
| -------- | -------------- | --------------------------------- | ---- |
| 직무대리 | 김재홍(金在鴻) | 1995년 7월 1일 ~ 1995년 7월 21일  |      |
| 1대      | 안재호(安在祜) | 1995년 7월 22일 ~ 1998년 6월 30일 |      |
| 2대      | 김태홍(金泰弘) | 1998년 7월 1일 ~ 2000년 1월 11일  |      |
| 3대      | 이윤자(李允子) | 2000년 1월 21일 ~ 2002년 6월 28일 |      |
| 4대      | 이병화(李炳華) | 2002년 7월 3일 ~ 2007년 3월 31일  |      |
| 5대      | 김윤석(金鈗錫) | 2007년 4월 1일 ~ 2009년 12월 31일 |      |

### 광주광역시 경제부시장
| 대수     | 이름           | 임기                               | 비고                         |
| -------- | -------------- | ---------------------------------- | ---------------------------- |
| 1대      | 김윤석(金鈗錫) | 2010년 1월 1일 ~ 2010년 2월 22일   |                              |
| 직무대리 | 조용진(趙鎔鎭) | 2010년 2월 23일 ~ 2010년 7월 5일   | 시 기획관리실장으로 직무대리 |
| 2대      | 강계두(姜啓斗) | 2010년 7월 6일 ~ 2012년 10월 18일  |                              |
| 3대      | 이형석(李炯錫) | 2012년 10월 19일 ~ 2014년 6월 30일 |                              |
| 직무대리 | 강신기(姜信基) | 2014년 7월 1일 ~ 2010년 8월 29일   | 시 기획관리실장으로 직무대리 |
| 4대      | 우범기(禹范基) | 2014년 8월 30일 ~ 2016년 8월 30일  |                              |
| 5대      | 김종식         | 2016년 8월 31일 ~ 2017년 12월 14일 |                              |
| 6대      | 박병규         | 2018년 1월 5일 ~ 2018년 7월 24일   |                              |

### 광주광역시 문화경제부시장
| 대수     | 이름   | 임기                               | 비고 |
| -------- | ------ | ---------------------------------- | ---- |
| 7대      | 이병훈 | 2018년 7월 25일 ~ 2019년 10월 30일 |      |
| 8대      | 조인철 | 2019년 10월 30일 ~ 2022년 6월 30일 |      |
| 9대      | 김광진 | 2022년 7월 7일 ~ 2023년 12월 29일  |      |
| 10대     | 이상갑 | 2024년 3월 7일 ~ 2025년 5월 7일    |      |
| 직무대리 | -      | 2025년 5월 8일 ~ 2025년 8월 3일    |      |
| 11대     | 김영문 | 2025년 8월 4일 ~                   |      |